# Andrzej Korman
Andrzej Korman (ur. 28 grudnia 1939 w Warszawie, zm. 7 stycznia 2017 tamże) – polski muzykolog i dziennikarz muzyczny. Kierownik redakcji muzycznej Programu III Polskiego Radia w latach 60. i 70., a także dyrektor Programu II Polskiego Radia w latach 80. Autor kilkuset haseł Encyklopedii Muzycznej PWM, wielokrotny juror festiwali muzycznych, m.in. w Opolu.

## Życiorys

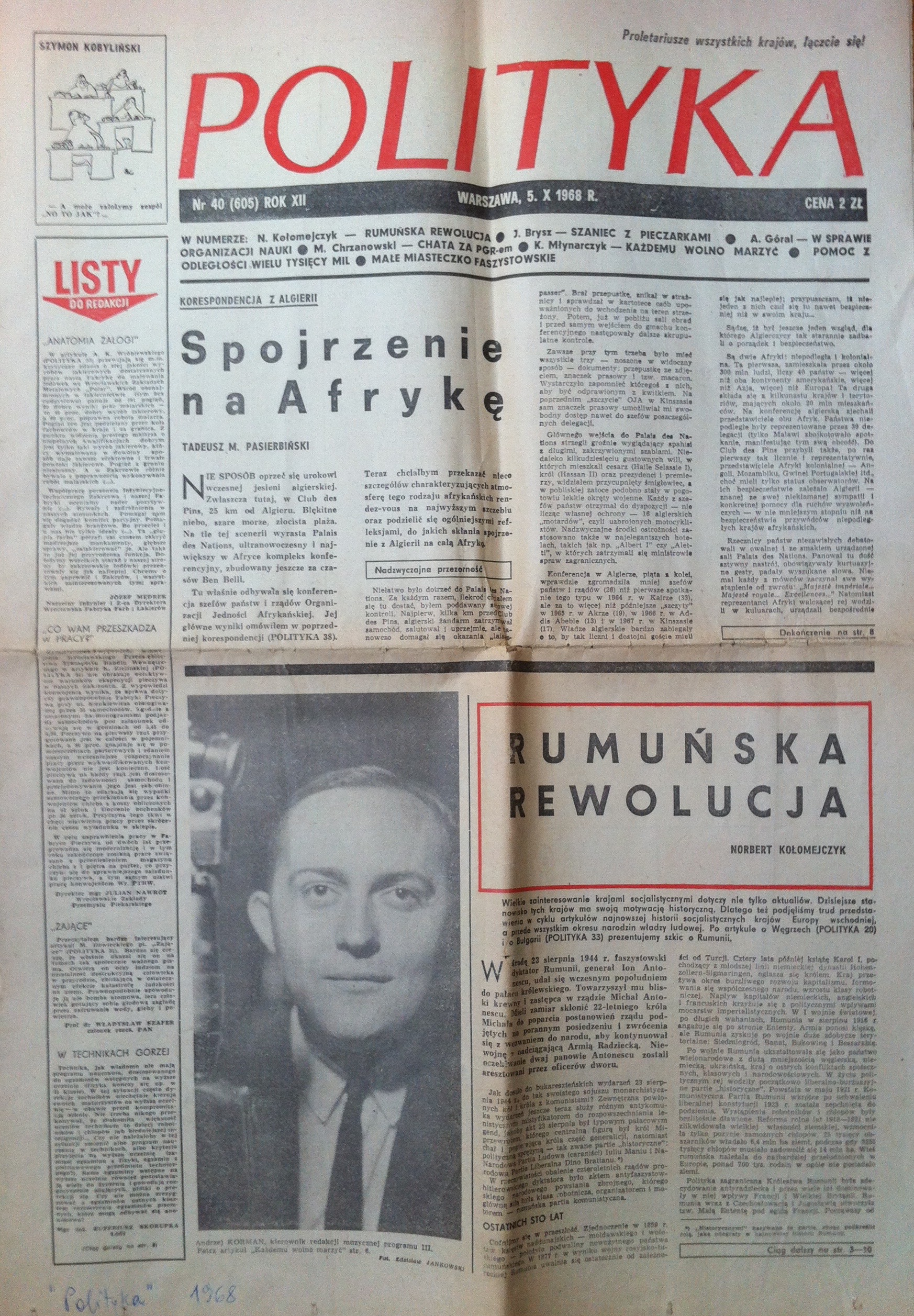
Korman jako kierownik redakcji muzycznej Radiowej Trójki na okładce „Polityki” z 1968

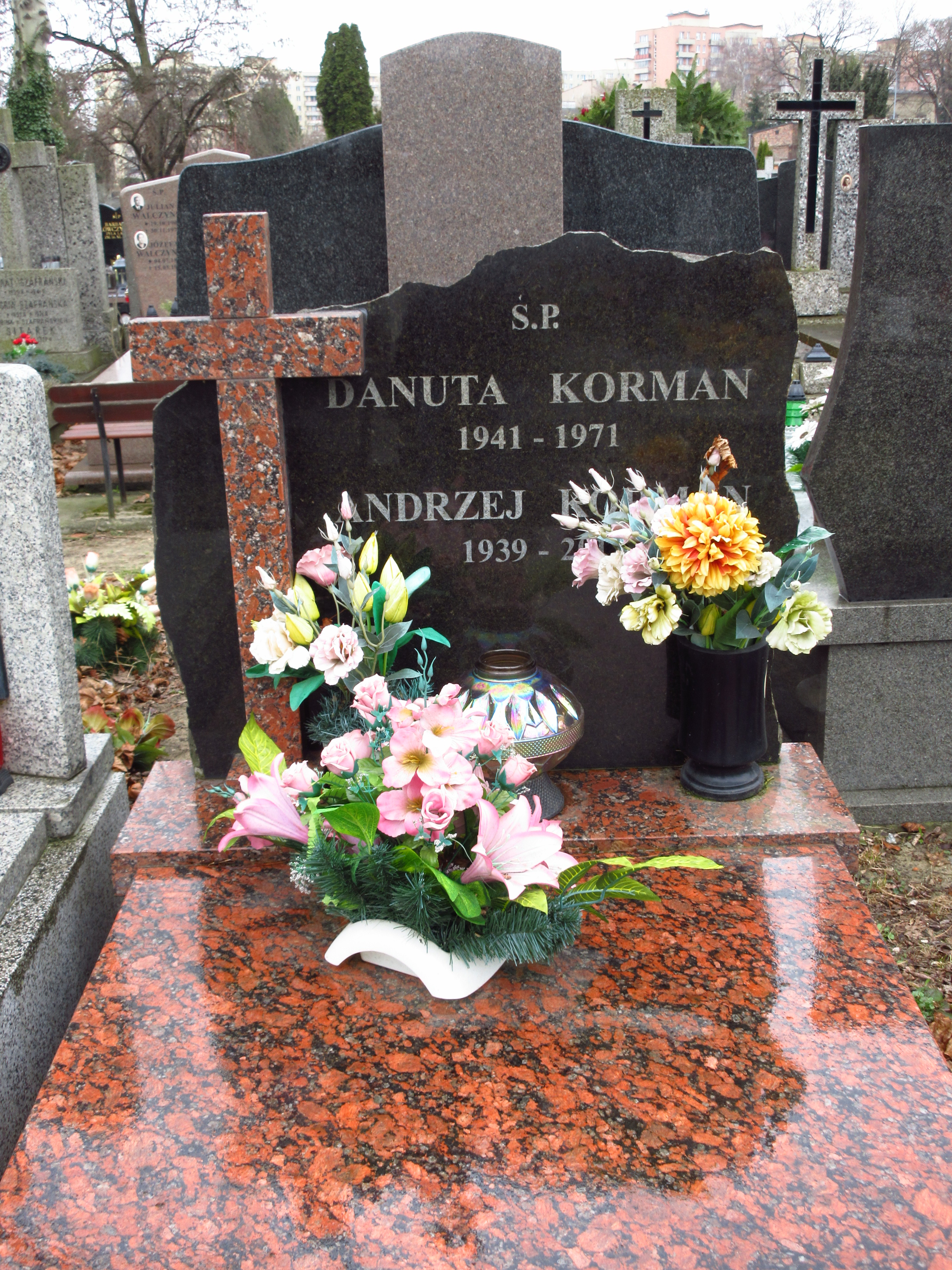
Grób Andrzeja Kormana na cmentarzu Bródnowskim

Absolwent XIV Liceum Ogólnokształcącego im. Stanisława Staszica w Warszawie i studiów muzykologicznych na Uniwersytecie Warszawskim.
Pod koniec lat 60. i na początku 70. kierownik redakcji muzycznej nowo powstałej Radiowej Trójki, redakcji szczególnej, jak zauważa Jan Borkowski: „właśnie w tym zespole nie przypominam sobie żadnych złowieszczych działaczy partyjnych, a głównie młodych, zdolnych, świetnie wykształconych ludzi. Byli Andrzej Korman, Andrzej Stankiewicz, Krystyna Kępska, Elżbieta Markowska, Anna Niesłuchowska. Tu zebrali się najlepsi twórcy kabaretowi: Jacek Fedorowicz, Andrzej Zaorski, Jacek Janczarski, Marcin Wolski. I tak można by snuć barwne opowieści o tym, jak ta Trójka się rozkręcała, jak nabierała dynamiki”.
Korman był pomysłodawcą wielu audycji Trójki, w tym nadawanych do dziś „Trzech kwadransów jazzu”. Prowadzący Jan Ptaszyn Wróblewski wspomina, że to właśnie od Kormana „nauczył [się] jak to robić” – uprawiać radiowe dziennikarstwo.  Propozycja, by Piotr Kaczkowski przejął prowadzenie innej kultowej audycji Trójki, „Minimaksu”, również wyszła od Kormana.
Pracując w Trójce, Korman przyczynił się też do odkrycia wielu początkujących artystów sceny muzycznej. Wśród nich należy wymienić Skaldów; tak początki zespołu wspomina Jacek Zieliński: „pierwszym ważnym koncertem był ten, na Krakowskiej Giełdzie Piosenki [...]. Na tej giełdzie zainteresował się nami redaktor Andrzej Korman z Programu III Polskiego Radia i zaproponował nam nagrania w Warszawie. Od tego momentu wszystko przyspieszyło”.
Razem z Markiem Gaszyńskim i Andrzejem Stankiewiczem prowadził też w Trójce kultową audycję „Klub grającego krążka”. Następnie, jako redaktor naczelny programów muzycznych w Telewizji Polskiej po koniec lat 70., zajął się popularyzowaniem muzyki na antenie telewizyjnej; wtedy prowadził popularny program „Wtorek melomana” i współtworzył liczne filmy dokumentalne poświęcone muzyce poważnej.
W latach 80. powrócił do pracy w radiu, najpierw jako naczelny redaktor muzyczny, a później (od 1983) dyrektor Programu II Polskiego Radia. W 1991 roku odszedł z Polskiego Radia na stanowisko zastępcy redaktora naczelnego Oficyny Wydawniczej PCK.
Pod koniec życia zajął się popularyzowaniem wiedzy medycznej; pełnił, między innymi, funkcję rzecznika Polskiego Towarzystwa Lekarskiego. Został pochowany na cmentarzu Bródnowskim (kwatera 70E-3-24).
Z pierwszą żoną Danutą Korman miał córkę Urszulę.